# Автошлях Т 0821
Автошля́х Т 0821 — автомобільний шлях територіального значення в Запорізькій області. Проходить територією Чернігівського та Приморського районів через Красне — Приморськ. Загальна довжина — 36 км.

## Маршрут
Автошлях проходить через такі населені пункти:
| Автошлях Т 0821     |        |
| Запорізька область  |        |
| Чернігівський район |        |
| Красне              | Н30    |
| Калинівка           |        |
| Приморський район   |        |
| Мануйлівка          |        |
| Приморськ           | E58М14 |